# Fiat 611
Fiat 611 — итальянский бронеавтомобиль 1930-х годов. В 1940-1941 годах применялись на Восточноафриканском театре Второй мировой войны.

## История
Разработан в 1932 году фирмой Ансальдо на базе трёхосного грузовика Fiat 611 C (C — Colonial), предшественника Fiat Dovunque 33. Построенный в следующем году прототип был сразу же принят на вооружение Корпуса охраны общественной безопасности. От Корпуса был получен заказ на 10 машин (с небольшими изменениями конструкции капота двигателя). Эти 10 экземпляров были произведены в двух модификациях: 5 пулемётной и 5 пушечной.

## Конструкция
Шасси грузовика Fiat 611 °C, привод на задние 4 колеса. Запасные колеса закреплены между первой и второй осями чтобы облегчить преодоление препятствий при езде по пересечённой местности. В корме машины находится второе водительское место. Такие же конструктивные элементы позднее встречались и на следующей модели, AB40/41.
Корпус и башня представляют собой клёпаные конструкции из листов броневой стали толщиной 15 мм. Двигатель и радиатор укрыты капотом с бронежалюзями над расположенными спереди и с боков вентиляционными отверстиями. Доступ в боевое отделение осуществляется через двери. В передней его части два окна, прикрытых щитками с закрываемыми смотровыми щелями для водителя и механика. В бортах имеются бойницы для стрельбы из личного оружия. В правой задней части корпуса расположен люк второго водителя и смотровое стекло, также прикрытое щитком. В левой части установлен 1 или 2 пулемёта (в зависимости от модификации). Задние колёса частично закрыты броневыми кожухами.
Экипаж состоял из 4-5 человек: командира, башенного стрелка, водителя, механика, второго водителя.

## Боевое применение
В 1933-34 годах бронеавтомобили в основном использовались на парадах сил правопорядка. В ходе подготовки вторжения в Эфиопию 5 пушечных бронеавтомобилей были в апреле 1935 реквизированы Королевской армией и отправлены в Сомали в составе отдельной части спецбронемашин, где участвовали в боях вместе с более старыми Lancia 1Z и танкетками CV33. 29 марта 1936 туда же были отправлены остальные БА. В ходе эксплуатации отмечались возгорания двигателя, вызванные избыточным весом машины, её низкой скоростью и сложным рельефом местности.
Во время Второй мировой войны БА воевали в итальянской Восточной Африке и британском Сомали вплоть до конца боевых действий, не добившись особых успехов из-за проблем с запчастями и устаревшей конструкции бронеавтомобиля.

## Варианты и модификации
Выпускались две модификации бронеавтомобиля, отличавшихся лишь типом башни и размещением вооружения:
- Пулемётная Fiat 611A была вооружена тремя 8-мм Breda Mod. 5C, два из которых раздельно устанавливались в башне, а третий — в кормовой части корпуса.
- В башне пушечной версии Fiat 611B размещалась пушка Виккерс-Терни 37/40 Mod.30, а два пулемёта Breda Mod 5C находились в корме. Эта модификация оказалась малоэффективной из-за невозможности использовать пулемёты в наступательном бою. Внутри боевого отделения имелись также винтовки Mod. 91 TS, для стрельбы из бойниц и 20 гранат.

В 1939 году бронеавтомобили прошли небольшую модернизацию. Итальянские пулемёты заменили на британские Lewis с калибром 7,71 мм.

## Бронеавтомобиль в сувенирной и игровой индустрии
Известна модель БА Fiat 611, выпускавшаяся в масштабе 1/72 фирмой Il Principe Nero. Ту же модель выпускает ныне фирма Giorgio Briga — «GB Modelli» (#72004).